# Москва 1935

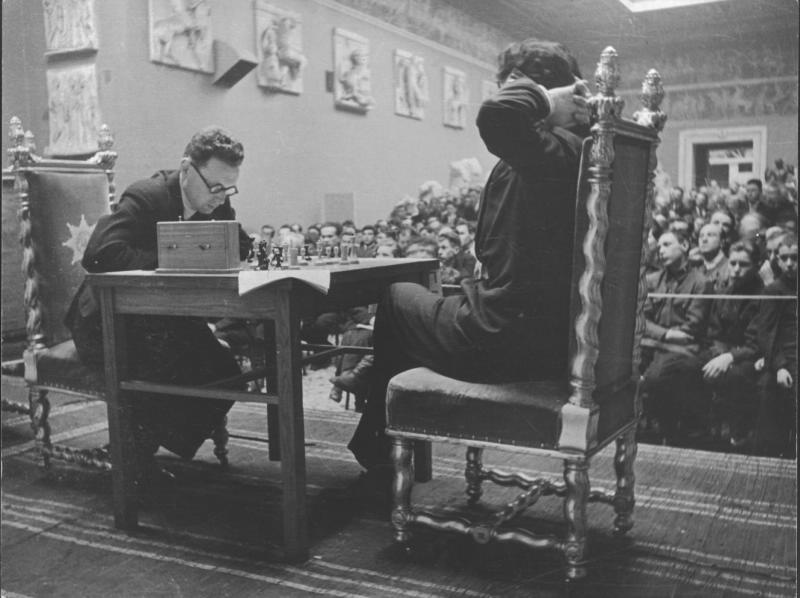
Матч Михаила Ботвинника и Виктора Гоглидзе.

Москва 1935 — 2-й московский международный шахматный турнир проходивший с 15 февраля по 15 марта.
Музей изобразительных искусств, 20 участников. Среди 8 иностранных шахматистов были экс-чемпион мира X. Р. Капабланка, Эм. Ласкер и чемпионка мира В. Менчик. Борьба за победу в турнире велась в основном между М. Ботвинником и иностранными шахматистами: 
- 1-2-е место разделили М. Ботвинник и С. Флор — по 13 очков;
- 3-е место занял 67-летний Эм. Ласкер (12½ очков), который провёл турнир без поражений.

Успешно выступили также И. Кан, В. Рагозин (против иностранных шахматистов: +5 −1 =1), П. Романовский и другие советские шахматисты. Турнир показал, что ведущие советские шахматисты достигли международного класса игры.

## Регламент турнира
- После четырёх турнирных дней следовал один день для доигрывания неоконченных партий, затем свободный день.
- В турнирный день играли с 16 до 21 часов и после часового перерыва до 24 часов.
- В день доигрывания, для каждого участника имеющего несколько неоконченных партий, турнирный комитет назначал последовательность в доигрывании этих партий и продолжительность перерыва между ними (не менее 15 минут).
- Контроль времени: на первые 37 ходов — 2½ часа, на каждые последующие 15 ходов по часу (контроль показания часов проводился после 37-го, 52-го, 67-го, 82-го и так далее).

## Примечательные партии
Как лучшие отмечены партии: Н. Рюмин — М. Ботвинник, Эм. Ласкер — Х. Р. Капабланка (на равных 1—2-й призы), Р. Шпильман — В. Чеховер (3-й приз). Во время турнира ежедневно выходил шахматный бюллетень.

### Н. Рюмин — М. Ботвинник
|   | a | b | c | d | e | f | g | h |   |
| - | --- | --- | --- | --- | --- | --- | --- | --- | - |
| 8 | g8 чёрная ладья · h8 чёрный король · e7 чёрный конь · f7 чёрный ферзь · g7 чёрная ладья · a6 чёрная пешка · c6 чёрная пешка · h6 чёрная пешка · a5 белая пешка · d5 чёрная пешка · e5 белая пешка · f5 чёрная пешка · h5 чёрный слон · b4 чёрная пешка · d4 белая пешка · e4 чёрный конь · f4 белая пешка · e3 белый слон · f3 белый конь · g3 чёрный слон · h3 белая пешка · b2 белая пешка · c2 белая ладья · e2 белый ферзь · g2 белая ладья · d1 белый слон · f1 белый конь · h1 белый король | g8 чёрная ладья · h8 чёрный король · e7 чёрный конь · f7 чёрный ферзь · g7 чёрная ладья · a6 чёрная пешка · c6 чёрная пешка · h6 чёрная пешка · a5 белая пешка · d5 чёрная пешка · e5 белая пешка · f5 чёрная пешка · h5 чёрный слон · b4 чёрная пешка · d4 белая пешка · e4 чёрный конь · f4 белая пешка · e3 белый слон · f3 белый конь · g3 чёрный слон · h3 белая пешка · b2 белая пешка · c2 белая ладья · e2 белый ферзь · g2 белая ладья · d1 белый слон · f1 белый конь · h1 белый король | g8 чёрная ладья · h8 чёрный король · e7 чёрный конь · f7 чёрный ферзь · g7 чёрная ладья · a6 чёрная пешка · c6 чёрная пешка · h6 чёрная пешка · a5 белая пешка · d5 чёрная пешка · e5 белая пешка · f5 чёрная пешка · h5 чёрный слон · b4 чёрная пешка · d4 белая пешка · e4 чёрный конь · f4 белая пешка · e3 белый слон · f3 белый конь · g3 чёрный слон · h3 белая пешка · b2 белая пешка · c2 белая ладья · e2 белый ферзь · g2 белая ладья · d1 белый слон · f1 белый конь · h1 белый король | g8 чёрная ладья · h8 чёрный король · e7 чёрный конь · f7 чёрный ферзь · g7 чёрная ладья · a6 чёрная пешка · c6 чёрная пешка · h6 чёрная пешка · a5 белая пешка · d5 чёрная пешка · e5 белая пешка · f5 чёрная пешка · h5 чёрный слон · b4 чёрная пешка · d4 белая пешка · e4 чёрный конь · f4 белая пешка · e3 белый слон · f3 белый конь · g3 чёрный слон · h3 белая пешка · b2 белая пешка · c2 белая ладья · e2 белый ферзь · g2 белая ладья · d1 белый слон · f1 белый конь · h1 белый король | g8 чёрная ладья · h8 чёрный король · e7 чёрный конь · f7 чёрный ферзь · g7 чёрная ладья · a6 чёрная пешка · c6 чёрная пешка · h6 чёрная пешка · a5 белая пешка · d5 чёрная пешка · e5 белая пешка · f5 чёрная пешка · h5 чёрный слон · b4 чёрная пешка · d4 белая пешка · e4 чёрный конь · f4 белая пешка · e3 белый слон · f3 белый конь · g3 чёрный слон · h3 белая пешка · b2 белая пешка · c2 белая ладья · e2 белый ферзь · g2 белая ладья · d1 белый слон · f1 белый конь · h1 белый король | g8 чёрная ладья · h8 чёрный король · e7 чёрный конь · f7 чёрный ферзь · g7 чёрная ладья · a6 чёрная пешка · c6 чёрная пешка · h6 чёрная пешка · a5 белая пешка · d5 чёрная пешка · e5 белая пешка · f5 чёрная пешка · h5 чёрный слон · b4 чёрная пешка · d4 белая пешка · e4 чёрный конь · f4 белая пешка · e3 белый слон · f3 белый конь · g3 чёрный слон · h3 белая пешка · b2 белая пешка · c2 белая ладья · e2 белый ферзь · g2 белая ладья · d1 белый слон · f1 белый конь · h1 белый король | g8 чёрная ладья · h8 чёрный король · e7 чёрный конь · f7 чёрный ферзь · g7 чёрная ладья · a6 чёрная пешка · c6 чёрная пешка · h6 чёрная пешка · a5 белая пешка · d5 чёрная пешка · e5 белая пешка · f5 чёрная пешка · h5 чёрный слон · b4 чёрная пешка · d4 белая пешка · e4 чёрный конь · f4 белая пешка · e3 белый слон · f3 белый конь · g3 чёрный слон · h3 белая пешка · b2 белая пешка · c2 белая ладья · e2 белый ферзь · g2 белая ладья · d1 белый слон · f1 белый конь · h1 белый король | g8 чёрная ладья · h8 чёрный король · e7 чёрный конь · f7 чёрный ферзь · g7 чёрная ладья · a6 чёрная пешка · c6 чёрная пешка · h6 чёрная пешка · a5 белая пешка · d5 чёрная пешка · e5 белая пешка · f5 чёрная пешка · h5 чёрный слон · b4 чёрная пешка · d4 белая пешка · e4 чёрный конь · f4 белая пешка · e3 белый слон · f3 белый конь · g3 чёрный слон · h3 белая пешка · b2 белая пешка · c2 белая ладья · e2 белый ферзь · g2 белая ладья · d1 белый слон · f1 белый конь · h1 белый король | 8 |
| 7 | g8 чёрная ладья · h8 чёрный король · e7 чёрный конь · f7 чёрный ферзь · g7 чёрная ладья · a6 чёрная пешка · c6 чёрная пешка · h6 чёрная пешка · a5 белая пешка · d5 чёрная пешка · e5 белая пешка · f5 чёрная пешка · h5 чёрный слон · b4 чёрная пешка · d4 белая пешка · e4 чёрный конь · f4 белая пешка · e3 белый слон · f3 белый конь · g3 чёрный слон · h3 белая пешка · b2 белая пешка · c2 белая ладья · e2 белый ферзь · g2 белая ладья · d1 белый слон · f1 белый конь · h1 белый король | g8 чёрная ладья · h8 чёрный король · e7 чёрный конь · f7 чёрный ферзь · g7 чёрная ладья · a6 чёрная пешка · c6 чёрная пешка · h6 чёрная пешка · a5 белая пешка · d5 чёрная пешка · e5 белая пешка · f5 чёрная пешка · h5 чёрный слон · b4 чёрная пешка · d4 белая пешка · e4 чёрный конь · f4 белая пешка · e3 белый слон · f3 белый конь · g3 чёрный слон · h3 белая пешка · b2 белая пешка · c2 белая ладья · e2 белый ферзь · g2 белая ладья · d1 белый слон · f1 белый конь · h1 белый король | g8 чёрная ладья · h8 чёрный король · e7 чёрный конь · f7 чёрный ферзь · g7 чёрная ладья · a6 чёрная пешка · c6 чёрная пешка · h6 чёрная пешка · a5 белая пешка · d5 чёрная пешка · e5 белая пешка · f5 чёрная пешка · h5 чёрный слон · b4 чёрная пешка · d4 белая пешка · e4 чёрный конь · f4 белая пешка · e3 белый слон · f3 белый конь · g3 чёрный слон · h3 белая пешка · b2 белая пешка · c2 белая ладья · e2 белый ферзь · g2 белая ладья · d1 белый слон · f1 белый конь · h1 белый король | g8 чёрная ладья · h8 чёрный король · e7 чёрный конь · f7 чёрный ферзь · g7 чёрная ладья · a6 чёрная пешка · c6 чёрная пешка · h6 чёрная пешка · a5 белая пешка · d5 чёрная пешка · e5 белая пешка · f5 чёрная пешка · h5 чёрный слон · b4 чёрная пешка · d4 белая пешка · e4 чёрный конь · f4 белая пешка · e3 белый слон · f3 белый конь · g3 чёрный слон · h3 белая пешка · b2 белая пешка · c2 белая ладья · e2 белый ферзь · g2 белая ладья · d1 белый слон · f1 белый конь · h1 белый король | g8 чёрная ладья · h8 чёрный король · e7 чёрный конь · f7 чёрный ферзь · g7 чёрная ладья · a6 чёрная пешка · c6 чёрная пешка · h6 чёрная пешка · a5 белая пешка · d5 чёрная пешка · e5 белая пешка · f5 чёрная пешка · h5 чёрный слон · b4 чёрная пешка · d4 белая пешка · e4 чёрный конь · f4 белая пешка · e3 белый слон · f3 белый конь · g3 чёрный слон · h3 белая пешка · b2 белая пешка · c2 белая ладья · e2 белый ферзь · g2 белая ладья · d1 белый слон · f1 белый конь · h1 белый король | g8 чёрная ладья · h8 чёрный король · e7 чёрный конь · f7 чёрный ферзь · g7 чёрная ладья · a6 чёрная пешка · c6 чёрная пешка · h6 чёрная пешка · a5 белая пешка · d5 чёрная пешка · e5 белая пешка · f5 чёрная пешка · h5 чёрный слон · b4 чёрная пешка · d4 белая пешка · e4 чёрный конь · f4 белая пешка · e3 белый слон · f3 белый конь · g3 чёрный слон · h3 белая пешка · b2 белая пешка · c2 белая ладья · e2 белый ферзь · g2 белая ладья · d1 белый слон · f1 белый конь · h1 белый король | g8 чёрная ладья · h8 чёрный король · e7 чёрный конь · f7 чёрный ферзь · g7 чёрная ладья · a6 чёрная пешка · c6 чёрная пешка · h6 чёрная пешка · a5 белая пешка · d5 чёрная пешка · e5 белая пешка · f5 чёрная пешка · h5 чёрный слон · b4 чёрная пешка · d4 белая пешка · e4 чёрный конь · f4 белая пешка · e3 белый слон · f3 белый конь · g3 чёрный слон · h3 белая пешка · b2 белая пешка · c2 белая ладья · e2 белый ферзь · g2 белая ладья · d1 белый слон · f1 белый конь · h1 белый король | g8 чёрная ладья · h8 чёрный король · e7 чёрный конь · f7 чёрный ферзь · g7 чёрная ладья · a6 чёрная пешка · c6 чёрная пешка · h6 чёрная пешка · a5 белая пешка · d5 чёрная пешка · e5 белая пешка · f5 чёрная пешка · h5 чёрный слон · b4 чёрная пешка · d4 белая пешка · e4 чёрный конь · f4 белая пешка · e3 белый слон · f3 белый конь · g3 чёрный слон · h3 белая пешка · b2 белая пешка · c2 белая ладья · e2 белый ферзь · g2 белая ладья · d1 белый слон · f1 белый конь · h1 белый король | 7 |
| 6 | g8 чёрная ладья · h8 чёрный король · e7 чёрный конь · f7 чёрный ферзь · g7 чёрная ладья · a6 чёрная пешка · c6 чёрная пешка · h6 чёрная пешка · a5 белая пешка · d5 чёрная пешка · e5 белая пешка · f5 чёрная пешка · h5 чёрный слон · b4 чёрная пешка · d4 белая пешка · e4 чёрный конь · f4 белая пешка · e3 белый слон · f3 белый конь · g3 чёрный слон · h3 белая пешка · b2 белая пешка · c2 белая ладья · e2 белый ферзь · g2 белая ладья · d1 белый слон · f1 белый конь · h1 белый король | g8 чёрная ладья · h8 чёрный король · e7 чёрный конь · f7 чёрный ферзь · g7 чёрная ладья · a6 чёрная пешка · c6 чёрная пешка · h6 чёрная пешка · a5 белая пешка · d5 чёрная пешка · e5 белая пешка · f5 чёрная пешка · h5 чёрный слон · b4 чёрная пешка · d4 белая пешка · e4 чёрный конь · f4 белая пешка · e3 белый слон · f3 белый конь · g3 чёрный слон · h3 белая пешка · b2 белая пешка · c2 белая ладья · e2 белый ферзь · g2 белая ладья · d1 белый слон · f1 белый конь · h1 белый король | g8 чёрная ладья · h8 чёрный король · e7 чёрный конь · f7 чёрный ферзь · g7 чёрная ладья · a6 чёрная пешка · c6 чёрная пешка · h6 чёрная пешка · a5 белая пешка · d5 чёрная пешка · e5 белая пешка · f5 чёрная пешка · h5 чёрный слон · b4 чёрная пешка · d4 белая пешка · e4 чёрный конь · f4 белая пешка · e3 белый слон · f3 белый конь · g3 чёрный слон · h3 белая пешка · b2 белая пешка · c2 белая ладья · e2 белый ферзь · g2 белая ладья · d1 белый слон · f1 белый конь · h1 белый король | g8 чёрная ладья · h8 чёрный король · e7 чёрный конь · f7 чёрный ферзь · g7 чёрная ладья · a6 чёрная пешка · c6 чёрная пешка · h6 чёрная пешка · a5 белая пешка · d5 чёрная пешка · e5 белая пешка · f5 чёрная пешка · h5 чёрный слон · b4 чёрная пешка · d4 белая пешка · e4 чёрный конь · f4 белая пешка · e3 белый слон · f3 белый конь · g3 чёрный слон · h3 белая пешка · b2 белая пешка · c2 белая ладья · e2 белый ферзь · g2 белая ладья · d1 белый слон · f1 белый конь · h1 белый король | g8 чёрная ладья · h8 чёрный король · e7 чёрный конь · f7 чёрный ферзь · g7 чёрная ладья · a6 чёрная пешка · c6 чёрная пешка · h6 чёрная пешка · a5 белая пешка · d5 чёрная пешка · e5 белая пешка · f5 чёрная пешка · h5 чёрный слон · b4 чёрная пешка · d4 белая пешка · e4 чёрный конь · f4 белая пешка · e3 белый слон · f3 белый конь · g3 чёрный слон · h3 белая пешка · b2 белая пешка · c2 белая ладья · e2 белый ферзь · g2 белая ладья · d1 белый слон · f1 белый конь · h1 белый король | g8 чёрная ладья · h8 чёрный король · e7 чёрный конь · f7 чёрный ферзь · g7 чёрная ладья · a6 чёрная пешка · c6 чёрная пешка · h6 чёрная пешка · a5 белая пешка · d5 чёрная пешка · e5 белая пешка · f5 чёрная пешка · h5 чёрный слон · b4 чёрная пешка · d4 белая пешка · e4 чёрный конь · f4 белая пешка · e3 белый слон · f3 белый конь · g3 чёрный слон · h3 белая пешка · b2 белая пешка · c2 белая ладья · e2 белый ферзь · g2 белая ладья · d1 белый слон · f1 белый конь · h1 белый король | g8 чёрная ладья · h8 чёрный король · e7 чёрный конь · f7 чёрный ферзь · g7 чёрная ладья · a6 чёрная пешка · c6 чёрная пешка · h6 чёрная пешка · a5 белая пешка · d5 чёрная пешка · e5 белая пешка · f5 чёрная пешка · h5 чёрный слон · b4 чёрная пешка · d4 белая пешка · e4 чёрный конь · f4 белая пешка · e3 белый слон · f3 белый конь · g3 чёрный слон · h3 белая пешка · b2 белая пешка · c2 белая ладья · e2 белый ферзь · g2 белая ладья · d1 белый слон · f1 белый конь · h1 белый король | g8 чёрная ладья · h8 чёрный король · e7 чёрный конь · f7 чёрный ферзь · g7 чёрная ладья · a6 чёрная пешка · c6 чёрная пешка · h6 чёрная пешка · a5 белая пешка · d5 чёрная пешка · e5 белая пешка · f5 чёрная пешка · h5 чёрный слон · b4 чёрная пешка · d4 белая пешка · e4 чёрный конь · f4 белая пешка · e3 белый слон · f3 белый конь · g3 чёрный слон · h3 белая пешка · b2 белая пешка · c2 белая ладья · e2 белый ферзь · g2 белая ладья · d1 белый слон · f1 белый конь · h1 белый король | 6 |
| 5 | g8 чёрная ладья · h8 чёрный король · e7 чёрный конь · f7 чёрный ферзь · g7 чёрная ладья · a6 чёрная пешка · c6 чёрная пешка · h6 чёрная пешка · a5 белая пешка · d5 чёрная пешка · e5 белая пешка · f5 чёрная пешка · h5 чёрный слон · b4 чёрная пешка · d4 белая пешка · e4 чёрный конь · f4 белая пешка · e3 белый слон · f3 белый конь · g3 чёрный слон · h3 белая пешка · b2 белая пешка · c2 белая ладья · e2 белый ферзь · g2 белая ладья · d1 белый слон · f1 белый конь · h1 белый король | g8 чёрная ладья · h8 чёрный король · e7 чёрный конь · f7 чёрный ферзь · g7 чёрная ладья · a6 чёрная пешка · c6 чёрная пешка · h6 чёрная пешка · a5 белая пешка · d5 чёрная пешка · e5 белая пешка · f5 чёрная пешка · h5 чёрный слон · b4 чёрная пешка · d4 белая пешка · e4 чёрный конь · f4 белая пешка · e3 белый слон · f3 белый конь · g3 чёрный слон · h3 белая пешка · b2 белая пешка · c2 белая ладья · e2 белый ферзь · g2 белая ладья · d1 белый слон · f1 белый конь · h1 белый король | g8 чёрная ладья · h8 чёрный король · e7 чёрный конь · f7 чёрный ферзь · g7 чёрная ладья · a6 чёрная пешка · c6 чёрная пешка · h6 чёрная пешка · a5 белая пешка · d5 чёрная пешка · e5 белая пешка · f5 чёрная пешка · h5 чёрный слон · b4 чёрная пешка · d4 белая пешка · e4 чёрный конь · f4 белая пешка · e3 белый слон · f3 белый конь · g3 чёрный слон · h3 белая пешка · b2 белая пешка · c2 белая ладья · e2 белый ферзь · g2 белая ладья · d1 белый слон · f1 белый конь · h1 белый король | g8 чёрная ладья · h8 чёрный король · e7 чёрный конь · f7 чёрный ферзь · g7 чёрная ладья · a6 чёрная пешка · c6 чёрная пешка · h6 чёрная пешка · a5 белая пешка · d5 чёрная пешка · e5 белая пешка · f5 чёрная пешка · h5 чёрный слон · b4 чёрная пешка · d4 белая пешка · e4 чёрный конь · f4 белая пешка · e3 белый слон · f3 белый конь · g3 чёрный слон · h3 белая пешка · b2 белая пешка · c2 белая ладья · e2 белый ферзь · g2 белая ладья · d1 белый слон · f1 белый конь · h1 белый король | g8 чёрная ладья · h8 чёрный король · e7 чёрный конь · f7 чёрный ферзь · g7 чёрная ладья · a6 чёрная пешка · c6 чёрная пешка · h6 чёрная пешка · a5 белая пешка · d5 чёрная пешка · e5 белая пешка · f5 чёрная пешка · h5 чёрный слон · b4 чёрная пешка · d4 белая пешка · e4 чёрный конь · f4 белая пешка · e3 белый слон · f3 белый конь · g3 чёрный слон · h3 белая пешка · b2 белая пешка · c2 белая ладья · e2 белый ферзь · g2 белая ладья · d1 белый слон · f1 белый конь · h1 белый король | g8 чёрная ладья · h8 чёрный король · e7 чёрный конь · f7 чёрный ферзь · g7 чёрная ладья · a6 чёрная пешка · c6 чёрная пешка · h6 чёрная пешка · a5 белая пешка · d5 чёрная пешка · e5 белая пешка · f5 чёрная пешка · h5 чёрный слон · b4 чёрная пешка · d4 белая пешка · e4 чёрный конь · f4 белая пешка · e3 белый слон · f3 белый конь · g3 чёрный слон · h3 белая пешка · b2 белая пешка · c2 белая ладья · e2 белый ферзь · g2 белая ладья · d1 белый слон · f1 белый конь · h1 белый король | g8 чёрная ладья · h8 чёрный король · e7 чёрный конь · f7 чёрный ферзь · g7 чёрная ладья · a6 чёрная пешка · c6 чёрная пешка · h6 чёрная пешка · a5 белая пешка · d5 чёрная пешка · e5 белая пешка · f5 чёрная пешка · h5 чёрный слон · b4 чёрная пешка · d4 белая пешка · e4 чёрный конь · f4 белая пешка · e3 белый слон · f3 белый конь · g3 чёрный слон · h3 белая пешка · b2 белая пешка · c2 белая ладья · e2 белый ферзь · g2 белая ладья · d1 белый слон · f1 белый конь · h1 белый король | g8 чёрная ладья · h8 чёрный король · e7 чёрный конь · f7 чёрный ферзь · g7 чёрная ладья · a6 чёрная пешка · c6 чёрная пешка · h6 чёрная пешка · a5 белая пешка · d5 чёрная пешка · e5 белая пешка · f5 чёрная пешка · h5 чёрный слон · b4 чёрная пешка · d4 белая пешка · e4 чёрный конь · f4 белая пешка · e3 белый слон · f3 белый конь · g3 чёрный слон · h3 белая пешка · b2 белая пешка · c2 белая ладья · e2 белый ферзь · g2 белая ладья · d1 белый слон · f1 белый конь · h1 белый король | 5 |
| 4 | g8 чёрная ладья · h8 чёрный король · e7 чёрный конь · f7 чёрный ферзь · g7 чёрная ладья · a6 чёрная пешка · c6 чёрная пешка · h6 чёрная пешка · a5 белая пешка · d5 чёрная пешка · e5 белая пешка · f5 чёрная пешка · h5 чёрный слон · b4 чёрная пешка · d4 белая пешка · e4 чёрный конь · f4 белая пешка · e3 белый слон · f3 белый конь · g3 чёрный слон · h3 белая пешка · b2 белая пешка · c2 белая ладья · e2 белый ферзь · g2 белая ладья · d1 белый слон · f1 белый конь · h1 белый король | g8 чёрная ладья · h8 чёрный король · e7 чёрный конь · f7 чёрный ферзь · g7 чёрная ладья · a6 чёрная пешка · c6 чёрная пешка · h6 чёрная пешка · a5 белая пешка · d5 чёрная пешка · e5 белая пешка · f5 чёрная пешка · h5 чёрный слон · b4 чёрная пешка · d4 белая пешка · e4 чёрный конь · f4 белая пешка · e3 белый слон · f3 белый конь · g3 чёрный слон · h3 белая пешка · b2 белая пешка · c2 белая ладья · e2 белый ферзь · g2 белая ладья · d1 белый слон · f1 белый конь · h1 белый король | g8 чёрная ладья · h8 чёрный король · e7 чёрный конь · f7 чёрный ферзь · g7 чёрная ладья · a6 чёрная пешка · c6 чёрная пешка · h6 чёрная пешка · a5 белая пешка · d5 чёрная пешка · e5 белая пешка · f5 чёрная пешка · h5 чёрный слон · b4 чёрная пешка · d4 белая пешка · e4 чёрный конь · f4 белая пешка · e3 белый слон · f3 белый конь · g3 чёрный слон · h3 белая пешка · b2 белая пешка · c2 белая ладья · e2 белый ферзь · g2 белая ладья · d1 белый слон · f1 белый конь · h1 белый король | g8 чёрная ладья · h8 чёрный король · e7 чёрный конь · f7 чёрный ферзь · g7 чёрная ладья · a6 чёрная пешка · c6 чёрная пешка · h6 чёрная пешка · a5 белая пешка · d5 чёрная пешка · e5 белая пешка · f5 чёрная пешка · h5 чёрный слон · b4 чёрная пешка · d4 белая пешка · e4 чёрный конь · f4 белая пешка · e3 белый слон · f3 белый конь · g3 чёрный слон · h3 белая пешка · b2 белая пешка · c2 белая ладья · e2 белый ферзь · g2 белая ладья · d1 белый слон · f1 белый конь · h1 белый король | g8 чёрная ладья · h8 чёрный король · e7 чёрный конь · f7 чёрный ферзь · g7 чёрная ладья · a6 чёрная пешка · c6 чёрная пешка · h6 чёрная пешка · a5 белая пешка · d5 чёрная пешка · e5 белая пешка · f5 чёрная пешка · h5 чёрный слон · b4 чёрная пешка · d4 белая пешка · e4 чёрный конь · f4 белая пешка · e3 белый слон · f3 белый конь · g3 чёрный слон · h3 белая пешка · b2 белая пешка · c2 белая ладья · e2 белый ферзь · g2 белая ладья · d1 белый слон · f1 белый конь · h1 белый король | g8 чёрная ладья · h8 чёрный король · e7 чёрный конь · f7 чёрный ферзь · g7 чёрная ладья · a6 чёрная пешка · c6 чёрная пешка · h6 чёрная пешка · a5 белая пешка · d5 чёрная пешка · e5 белая пешка · f5 чёрная пешка · h5 чёрный слон · b4 чёрная пешка · d4 белая пешка · e4 чёрный конь · f4 белая пешка · e3 белый слон · f3 белый конь · g3 чёрный слон · h3 белая пешка · b2 белая пешка · c2 белая ладья · e2 белый ферзь · g2 белая ладья · d1 белый слон · f1 белый конь · h1 белый король | g8 чёрная ладья · h8 чёрный король · e7 чёрный конь · f7 чёрный ферзь · g7 чёрная ладья · a6 чёрная пешка · c6 чёрная пешка · h6 чёрная пешка · a5 белая пешка · d5 чёрная пешка · e5 белая пешка · f5 чёрная пешка · h5 чёрный слон · b4 чёрная пешка · d4 белая пешка · e4 чёрный конь · f4 белая пешка · e3 белый слон · f3 белый конь · g3 чёрный слон · h3 белая пешка · b2 белая пешка · c2 белая ладья · e2 белый ферзь · g2 белая ладья · d1 белый слон · f1 белый конь · h1 белый король | g8 чёрная ладья · h8 чёрный король · e7 чёрный конь · f7 чёрный ферзь · g7 чёрная ладья · a6 чёрная пешка · c6 чёрная пешка · h6 чёрная пешка · a5 белая пешка · d5 чёрная пешка · e5 белая пешка · f5 чёрная пешка · h5 чёрный слон · b4 чёрная пешка · d4 белая пешка · e4 чёрный конь · f4 белая пешка · e3 белый слон · f3 белый конь · g3 чёрный слон · h3 белая пешка · b2 белая пешка · c2 белая ладья · e2 белый ферзь · g2 белая ладья · d1 белый слон · f1 белый конь · h1 белый король | 4 |
| 3 | g8 чёрная ладья · h8 чёрный король · e7 чёрный конь · f7 чёрный ферзь · g7 чёрная ладья · a6 чёрная пешка · c6 чёрная пешка · h6 чёрная пешка · a5 белая пешка · d5 чёрная пешка · e5 белая пешка · f5 чёрная пешка · h5 чёрный слон · b4 чёрная пешка · d4 белая пешка · e4 чёрный конь · f4 белая пешка · e3 белый слон · f3 белый конь · g3 чёрный слон · h3 белая пешка · b2 белая пешка · c2 белая ладья · e2 белый ферзь · g2 белая ладья · d1 белый слон · f1 белый конь · h1 белый король | g8 чёрная ладья · h8 чёрный король · e7 чёрный конь · f7 чёрный ферзь · g7 чёрная ладья · a6 чёрная пешка · c6 чёрная пешка · h6 чёрная пешка · a5 белая пешка · d5 чёрная пешка · e5 белая пешка · f5 чёрная пешка · h5 чёрный слон · b4 чёрная пешка · d4 белая пешка · e4 чёрный конь · f4 белая пешка · e3 белый слон · f3 белый конь · g3 чёрный слон · h3 белая пешка · b2 белая пешка · c2 белая ладья · e2 белый ферзь · g2 белая ладья · d1 белый слон · f1 белый конь · h1 белый король | g8 чёрная ладья · h8 чёрный король · e7 чёрный конь · f7 чёрный ферзь · g7 чёрная ладья · a6 чёрная пешка · c6 чёрная пешка · h6 чёрная пешка · a5 белая пешка · d5 чёрная пешка · e5 белая пешка · f5 чёрная пешка · h5 чёрный слон · b4 чёрная пешка · d4 белая пешка · e4 чёрный конь · f4 белая пешка · e3 белый слон · f3 белый конь · g3 чёрный слон · h3 белая пешка · b2 белая пешка · c2 белая ладья · e2 белый ферзь · g2 белая ладья · d1 белый слон · f1 белый конь · h1 белый король | g8 чёрная ладья · h8 чёрный король · e7 чёрный конь · f7 чёрный ферзь · g7 чёрная ладья · a6 чёрная пешка · c6 чёрная пешка · h6 чёрная пешка · a5 белая пешка · d5 чёрная пешка · e5 белая пешка · f5 чёрная пешка · h5 чёрный слон · b4 чёрная пешка · d4 белая пешка · e4 чёрный конь · f4 белая пешка · e3 белый слон · f3 белый конь · g3 чёрный слон · h3 белая пешка · b2 белая пешка · c2 белая ладья · e2 белый ферзь · g2 белая ладья · d1 белый слон · f1 белый конь · h1 белый король | g8 чёрная ладья · h8 чёрный король · e7 чёрный конь · f7 чёрный ферзь · g7 чёрная ладья · a6 чёрная пешка · c6 чёрная пешка · h6 чёрная пешка · a5 белая пешка · d5 чёрная пешка · e5 белая пешка · f5 чёрная пешка · h5 чёрный слон · b4 чёрная пешка · d4 белая пешка · e4 чёрный конь · f4 белая пешка · e3 белый слон · f3 белый конь · g3 чёрный слон · h3 белая пешка · b2 белая пешка · c2 белая ладья · e2 белый ферзь · g2 белая ладья · d1 белый слон · f1 белый конь · h1 белый король | g8 чёрная ладья · h8 чёрный король · e7 чёрный конь · f7 чёрный ферзь · g7 чёрная ладья · a6 чёрная пешка · c6 чёрная пешка · h6 чёрная пешка · a5 белая пешка · d5 чёрная пешка · e5 белая пешка · f5 чёрная пешка · h5 чёрный слон · b4 чёрная пешка · d4 белая пешка · e4 чёрный конь · f4 белая пешка · e3 белый слон · f3 белый конь · g3 чёрный слон · h3 белая пешка · b2 белая пешка · c2 белая ладья · e2 белый ферзь · g2 белая ладья · d1 белый слон · f1 белый конь · h1 белый король | g8 чёрная ладья · h8 чёрный король · e7 чёрный конь · f7 чёрный ферзь · g7 чёрная ладья · a6 чёрная пешка · c6 чёрная пешка · h6 чёрная пешка · a5 белая пешка · d5 чёрная пешка · e5 белая пешка · f5 чёрная пешка · h5 чёрный слон · b4 чёрная пешка · d4 белая пешка · e4 чёрный конь · f4 белая пешка · e3 белый слон · f3 белый конь · g3 чёрный слон · h3 белая пешка · b2 белая пешка · c2 белая ладья · e2 белый ферзь · g2 белая ладья · d1 белый слон · f1 белый конь · h1 белый король | g8 чёрная ладья · h8 чёрный король · e7 чёрный конь · f7 чёрный ферзь · g7 чёрная ладья · a6 чёрная пешка · c6 чёрная пешка · h6 чёрная пешка · a5 белая пешка · d5 чёрная пешка · e5 белая пешка · f5 чёрная пешка · h5 чёрный слон · b4 чёрная пешка · d4 белая пешка · e4 чёрный конь · f4 белая пешка · e3 белый слон · f3 белый конь · g3 чёрный слон · h3 белая пешка · b2 белая пешка · c2 белая ладья · e2 белый ферзь · g2 белая ладья · d1 белый слон · f1 белый конь · h1 белый король | 3 |
| 2 | g8 чёрная ладья · h8 чёрный король · e7 чёрный конь · f7 чёрный ферзь · g7 чёрная ладья · a6 чёрная пешка · c6 чёрная пешка · h6 чёрная пешка · a5 белая пешка · d5 чёрная пешка · e5 белая пешка · f5 чёрная пешка · h5 чёрный слон · b4 чёрная пешка · d4 белая пешка · e4 чёрный конь · f4 белая пешка · e3 белый слон · f3 белый конь · g3 чёрный слон · h3 белая пешка · b2 белая пешка · c2 белая ладья · e2 белый ферзь · g2 белая ладья · d1 белый слон · f1 белый конь · h1 белый король | g8 чёрная ладья · h8 чёрный король · e7 чёрный конь · f7 чёрный ферзь · g7 чёрная ладья · a6 чёрная пешка · c6 чёрная пешка · h6 чёрная пешка · a5 белая пешка · d5 чёрная пешка · e5 белая пешка · f5 чёрная пешка · h5 чёрный слон · b4 чёрная пешка · d4 белая пешка · e4 чёрный конь · f4 белая пешка · e3 белый слон · f3 белый конь · g3 чёрный слон · h3 белая пешка · b2 белая пешка · c2 белая ладья · e2 белый ферзь · g2 белая ладья · d1 белый слон · f1 белый конь · h1 белый король | g8 чёрная ладья · h8 чёрный король · e7 чёрный конь · f7 чёрный ферзь · g7 чёрная ладья · a6 чёрная пешка · c6 чёрная пешка · h6 чёрная пешка · a5 белая пешка · d5 чёрная пешка · e5 белая пешка · f5 чёрная пешка · h5 чёрный слон · b4 чёрная пешка · d4 белая пешка · e4 чёрный конь · f4 белая пешка · e3 белый слон · f3 белый конь · g3 чёрный слон · h3 белая пешка · b2 белая пешка · c2 белая ладья · e2 белый ферзь · g2 белая ладья · d1 белый слон · f1 белый конь · h1 белый король | g8 чёрная ладья · h8 чёрный король · e7 чёрный конь · f7 чёрный ферзь · g7 чёрная ладья · a6 чёрная пешка · c6 чёрная пешка · h6 чёрная пешка · a5 белая пешка · d5 чёрная пешка · e5 белая пешка · f5 чёрная пешка · h5 чёрный слон · b4 чёрная пешка · d4 белая пешка · e4 чёрный конь · f4 белая пешка · e3 белый слон · f3 белый конь · g3 чёрный слон · h3 белая пешка · b2 белая пешка · c2 белая ладья · e2 белый ферзь · g2 белая ладья · d1 белый слон · f1 белый конь · h1 белый король | g8 чёрная ладья · h8 чёрный король · e7 чёрный конь · f7 чёрный ферзь · g7 чёрная ладья · a6 чёрная пешка · c6 чёрная пешка · h6 чёрная пешка · a5 белая пешка · d5 чёрная пешка · e5 белая пешка · f5 чёрная пешка · h5 чёрный слон · b4 чёрная пешка · d4 белая пешка · e4 чёрный конь · f4 белая пешка · e3 белый слон · f3 белый конь · g3 чёрный слон · h3 белая пешка · b2 белая пешка · c2 белая ладья · e2 белый ферзь · g2 белая ладья · d1 белый слон · f1 белый конь · h1 белый король | g8 чёрная ладья · h8 чёрный король · e7 чёрный конь · f7 чёрный ферзь · g7 чёрная ладья · a6 чёрная пешка · c6 чёрная пешка · h6 чёрная пешка · a5 белая пешка · d5 чёрная пешка · e5 белая пешка · f5 чёрная пешка · h5 чёрный слон · b4 чёрная пешка · d4 белая пешка · e4 чёрный конь · f4 белая пешка · e3 белый слон · f3 белый конь · g3 чёрный слон · h3 белая пешка · b2 белая пешка · c2 белая ладья · e2 белый ферзь · g2 белая ладья · d1 белый слон · f1 белый конь · h1 белый король | g8 чёрная ладья · h8 чёрный король · e7 чёрный конь · f7 чёрный ферзь · g7 чёрная ладья · a6 чёрная пешка · c6 чёрная пешка · h6 чёрная пешка · a5 белая пешка · d5 чёрная пешка · e5 белая пешка · f5 чёрная пешка · h5 чёрный слон · b4 чёрная пешка · d4 белая пешка · e4 чёрный конь · f4 белая пешка · e3 белый слон · f3 белый конь · g3 чёрный слон · h3 белая пешка · b2 белая пешка · c2 белая ладья · e2 белый ферзь · g2 белая ладья · d1 белый слон · f1 белый конь · h1 белый король | g8 чёрная ладья · h8 чёрный король · e7 чёрный конь · f7 чёрный ферзь · g7 чёрная ладья · a6 чёрная пешка · c6 чёрная пешка · h6 чёрная пешка · a5 белая пешка · d5 чёрная пешка · e5 белая пешка · f5 чёрная пешка · h5 чёрный слон · b4 чёрная пешка · d4 белая пешка · e4 чёрный конь · f4 белая пешка · e3 белый слон · f3 белый конь · g3 чёрный слон · h3 белая пешка · b2 белая пешка · c2 белая ладья · e2 белый ферзь · g2 белая ладья · d1 белый слон · f1 белый конь · h1 белый король | 2 |
| 1 | g8 чёрная ладья · h8 чёрный король · e7 чёрный конь · f7 чёрный ферзь · g7 чёрная ладья · a6 чёрная пешка · c6 чёрная пешка · h6 чёрная пешка · a5 белая пешка · d5 чёрная пешка · e5 белая пешка · f5 чёрная пешка · h5 чёрный слон · b4 чёрная пешка · d4 белая пешка · e4 чёрный конь · f4 белая пешка · e3 белый слон · f3 белый конь · g3 чёрный слон · h3 белая пешка · b2 белая пешка · c2 белая ладья · e2 белый ферзь · g2 белая ладья · d1 белый слон · f1 белый конь · h1 белый король | g8 чёрная ладья · h8 чёрный король · e7 чёрный конь · f7 чёрный ферзь · g7 чёрная ладья · a6 чёрная пешка · c6 чёрная пешка · h6 чёрная пешка · a5 белая пешка · d5 чёрная пешка · e5 белая пешка · f5 чёрная пешка · h5 чёрный слон · b4 чёрная пешка · d4 белая пешка · e4 чёрный конь · f4 белая пешка · e3 белый слон · f3 белый конь · g3 чёрный слон · h3 белая пешка · b2 белая пешка · c2 белая ладья · e2 белый ферзь · g2 белая ладья · d1 белый слон · f1 белый конь · h1 белый король | g8 чёрная ладья · h8 чёрный король · e7 чёрный конь · f7 чёрный ферзь · g7 чёрная ладья · a6 чёрная пешка · c6 чёрная пешка · h6 чёрная пешка · a5 белая пешка · d5 чёрная пешка · e5 белая пешка · f5 чёрная пешка · h5 чёрный слон · b4 чёрная пешка · d4 белая пешка · e4 чёрный конь · f4 белая пешка · e3 белый слон · f3 белый конь · g3 чёрный слон · h3 белая пешка · b2 белая пешка · c2 белая ладья · e2 белый ферзь · g2 белая ладья · d1 белый слон · f1 белый конь · h1 белый король | g8 чёрная ладья · h8 чёрный король · e7 чёрный конь · f7 чёрный ферзь · g7 чёрная ладья · a6 чёрная пешка · c6 чёрная пешка · h6 чёрная пешка · a5 белая пешка · d5 чёрная пешка · e5 белая пешка · f5 чёрная пешка · h5 чёрный слон · b4 чёрная пешка · d4 белая пешка · e4 чёрный конь · f4 белая пешка · e3 белый слон · f3 белый конь · g3 чёрный слон · h3 белая пешка · b2 белая пешка · c2 белая ладья · e2 белый ферзь · g2 белая ладья · d1 белый слон · f1 белый конь · h1 белый король | g8 чёрная ладья · h8 чёрный король · e7 чёрный конь · f7 чёрный ферзь · g7 чёрная ладья · a6 чёрная пешка · c6 чёрная пешка · h6 чёрная пешка · a5 белая пешка · d5 чёрная пешка · e5 белая пешка · f5 чёрная пешка · h5 чёрный слон · b4 чёрная пешка · d4 белая пешка · e4 чёрный конь · f4 белая пешка · e3 белый слон · f3 белый конь · g3 чёрный слон · h3 белая пешка · b2 белая пешка · c2 белая ладья · e2 белый ферзь · g2 белая ладья · d1 белый слон · f1 белый конь · h1 белый король | g8 чёрная ладья · h8 чёрный король · e7 чёрный конь · f7 чёрный ферзь · g7 чёрная ладья · a6 чёрная пешка · c6 чёрная пешка · h6 чёрная пешка · a5 белая пешка · d5 чёрная пешка · e5 белая пешка · f5 чёрная пешка · h5 чёрный слон · b4 чёрная пешка · d4 белая пешка · e4 чёрный конь · f4 белая пешка · e3 белый слон · f3 белый конь · g3 чёрный слон · h3 белая пешка · b2 белая пешка · c2 белая ладья · e2 белый ферзь · g2 белая ладья · d1 белый слон · f1 белый конь · h1 белый король | g8 чёрная ладья · h8 чёрный король · e7 чёрный конь · f7 чёрный ферзь · g7 чёрная ладья · a6 чёрная пешка · c6 чёрная пешка · h6 чёрная пешка · a5 белая пешка · d5 чёрная пешка · e5 белая пешка · f5 чёрная пешка · h5 чёрный слон · b4 чёрная пешка · d4 белая пешка · e4 чёрный конь · f4 белая пешка · e3 белый слон · f3 белый конь · g3 чёрный слон · h3 белая пешка · b2 белая пешка · c2 белая ладья · e2 белый ферзь · g2 белая ладья · d1 белый слон · f1 белый конь · h1 белый король | g8 чёрная ладья · h8 чёрный король · e7 чёрный конь · f7 чёрный ферзь · g7 чёрная ладья · a6 чёрная пешка · c6 чёрная пешка · h6 чёрная пешка · a5 белая пешка · d5 чёрная пешка · e5 белая пешка · f5 чёрная пешка · h5 чёрный слон · b4 чёрная пешка · d4 белая пешка · e4 чёрный конь · f4 белая пешка · e3 белый слон · f3 белый конь · g3 чёрный слон · h3 белая пешка · b2 белая пешка · c2 белая ладья · e2 белый ферзь · g2 белая ладья · d1 белый слон · f1 белый конь · h1 белый король | 1 |
|   | a | b | c | d | e | f | g | h |   |

1.е4 е5 2.Kf3 Кc6 3.Сb5 а6 4.Са4 Kf6 5.0—0 Се7 6.Фе2 b5 7.Сb3 d6 8.с3 0—0 9.d4 Cg4 10.Лd1 ed 11.cd d5 12.e5 Ke4 13.h3 Ch5 14.a4 b4 15.a5 Kph8 16.g4 Cg6 17.Kh2 Ch4 18.Ce3 f5 19.f4 Cg3 20.g5 h6 21.gh gh 22.Kd2 Ke7 23.Kph1 Фе8 24.Лg1 Ch5 25.Khf3 Лg8 26.Kf1 Фf7 27.Cd1 Лg7 28.Лс1 с6 29.Лс2 Лag8 30.Лg2 (см. диаграмму)
30. ... C:f4 31.Ф:а6 Л:g2 32.Л:g2 Л:g2 33.Kp:g2 Фg6+ 34.Kph1 С:е3 35.К:е3 Kf2+ 36.Kph2 К:d1, 0 : 1

### Эм. Ласкер - В. Пирц
|   | a | b | c | d | e | f | g | h |   |
| - | --- | --- | --- | --- | --- | --- | --- | --- | - |
| 8 | a8 чёрная ладья · c8 чёрный слон · e8 чёрный король · f8 чёрный слон · h8 чёрная ладья · b7 чёрная пешка · g7 чёрная пешка · h7 чёрная пешка · a6 чёрная пешка · d6 чёрная пешка · e6 чёрная пешка · f6 чёрный конь · c4 чёрный ферзь · d4 белый конь · e4 белая пешка · c3 белый конь · e3 белый слон · a2 белая пешка · b2 белая пешка · c2 белая пешка · g2 белая пешка · h2 белая пешка · a1 белая ладья · d1 белый ферзь · f1 белая ладья · g1 белый король | a8 чёрная ладья · c8 чёрный слон · e8 чёрный король · f8 чёрный слон · h8 чёрная ладья · b7 чёрная пешка · g7 чёрная пешка · h7 чёрная пешка · a6 чёрная пешка · d6 чёрная пешка · e6 чёрная пешка · f6 чёрный конь · c4 чёрный ферзь · d4 белый конь · e4 белая пешка · c3 белый конь · e3 белый слон · a2 белая пешка · b2 белая пешка · c2 белая пешка · g2 белая пешка · h2 белая пешка · a1 белая ладья · d1 белый ферзь · f1 белая ладья · g1 белый король | a8 чёрная ладья · c8 чёрный слон · e8 чёрный король · f8 чёрный слон · h8 чёрная ладья · b7 чёрная пешка · g7 чёрная пешка · h7 чёрная пешка · a6 чёрная пешка · d6 чёрная пешка · e6 чёрная пешка · f6 чёрный конь · c4 чёрный ферзь · d4 белый конь · e4 белая пешка · c3 белый конь · e3 белый слон · a2 белая пешка · b2 белая пешка · c2 белая пешка · g2 белая пешка · h2 белая пешка · a1 белая ладья · d1 белый ферзь · f1 белая ладья · g1 белый король | a8 чёрная ладья · c8 чёрный слон · e8 чёрный король · f8 чёрный слон · h8 чёрная ладья · b7 чёрная пешка · g7 чёрная пешка · h7 чёрная пешка · a6 чёрная пешка · d6 чёрная пешка · e6 чёрная пешка · f6 чёрный конь · c4 чёрный ферзь · d4 белый конь · e4 белая пешка · c3 белый конь · e3 белый слон · a2 белая пешка · b2 белая пешка · c2 белая пешка · g2 белая пешка · h2 белая пешка · a1 белая ладья · d1 белый ферзь · f1 белая ладья · g1 белый король | a8 чёрная ладья · c8 чёрный слон · e8 чёрный король · f8 чёрный слон · h8 чёрная ладья · b7 чёрная пешка · g7 чёрная пешка · h7 чёрная пешка · a6 чёрная пешка · d6 чёрная пешка · e6 чёрная пешка · f6 чёрный конь · c4 чёрный ферзь · d4 белый конь · e4 белая пешка · c3 белый конь · e3 белый слон · a2 белая пешка · b2 белая пешка · c2 белая пешка · g2 белая пешка · h2 белая пешка · a1 белая ладья · d1 белый ферзь · f1 белая ладья · g1 белый король | a8 чёрная ладья · c8 чёрный слон · e8 чёрный король · f8 чёрный слон · h8 чёрная ладья · b7 чёрная пешка · g7 чёрная пешка · h7 чёрная пешка · a6 чёрная пешка · d6 чёрная пешка · e6 чёрная пешка · f6 чёрный конь · c4 чёрный ферзь · d4 белый конь · e4 белая пешка · c3 белый конь · e3 белый слон · a2 белая пешка · b2 белая пешка · c2 белая пешка · g2 белая пешка · h2 белая пешка · a1 белая ладья · d1 белый ферзь · f1 белая ладья · g1 белый король | a8 чёрная ладья · c8 чёрный слон · e8 чёрный король · f8 чёрный слон · h8 чёрная ладья · b7 чёрная пешка · g7 чёрная пешка · h7 чёрная пешка · a6 чёрная пешка · d6 чёрная пешка · e6 чёрная пешка · f6 чёрный конь · c4 чёрный ферзь · d4 белый конь · e4 белая пешка · c3 белый конь · e3 белый слон · a2 белая пешка · b2 белая пешка · c2 белая пешка · g2 белая пешка · h2 белая пешка · a1 белая ладья · d1 белый ферзь · f1 белая ладья · g1 белый король | a8 чёрная ладья · c8 чёрный слон · e8 чёрный король · f8 чёрный слон · h8 чёрная ладья · b7 чёрная пешка · g7 чёрная пешка · h7 чёрная пешка · a6 чёрная пешка · d6 чёрная пешка · e6 чёрная пешка · f6 чёрный конь · c4 чёрный ферзь · d4 белый конь · e4 белая пешка · c3 белый конь · e3 белый слон · a2 белая пешка · b2 белая пешка · c2 белая пешка · g2 белая пешка · h2 белая пешка · a1 белая ладья · d1 белый ферзь · f1 белая ладья · g1 белый король | 8 |
| 7 | a8 чёрная ладья · c8 чёрный слон · e8 чёрный король · f8 чёрный слон · h8 чёрная ладья · b7 чёрная пешка · g7 чёрная пешка · h7 чёрная пешка · a6 чёрная пешка · d6 чёрная пешка · e6 чёрная пешка · f6 чёрный конь · c4 чёрный ферзь · d4 белый конь · e4 белая пешка · c3 белый конь · e3 белый слон · a2 белая пешка · b2 белая пешка · c2 белая пешка · g2 белая пешка · h2 белая пешка · a1 белая ладья · d1 белый ферзь · f1 белая ладья · g1 белый король | a8 чёрная ладья · c8 чёрный слон · e8 чёрный король · f8 чёрный слон · h8 чёрная ладья · b7 чёрная пешка · g7 чёрная пешка · h7 чёрная пешка · a6 чёрная пешка · d6 чёрная пешка · e6 чёрная пешка · f6 чёрный конь · c4 чёрный ферзь · d4 белый конь · e4 белая пешка · c3 белый конь · e3 белый слон · a2 белая пешка · b2 белая пешка · c2 белая пешка · g2 белая пешка · h2 белая пешка · a1 белая ладья · d1 белый ферзь · f1 белая ладья · g1 белый король | a8 чёрная ладья · c8 чёрный слон · e8 чёрный король · f8 чёрный слон · h8 чёрная ладья · b7 чёрная пешка · g7 чёрная пешка · h7 чёрная пешка · a6 чёрная пешка · d6 чёрная пешка · e6 чёрная пешка · f6 чёрный конь · c4 чёрный ферзь · d4 белый конь · e4 белая пешка · c3 белый конь · e3 белый слон · a2 белая пешка · b2 белая пешка · c2 белая пешка · g2 белая пешка · h2 белая пешка · a1 белая ладья · d1 белый ферзь · f1 белая ладья · g1 белый король | a8 чёрная ладья · c8 чёрный слон · e8 чёрный король · f8 чёрный слон · h8 чёрная ладья · b7 чёрная пешка · g7 чёрная пешка · h7 чёрная пешка · a6 чёрная пешка · d6 чёрная пешка · e6 чёрная пешка · f6 чёрный конь · c4 чёрный ферзь · d4 белый конь · e4 белая пешка · c3 белый конь · e3 белый слон · a2 белая пешка · b2 белая пешка · c2 белая пешка · g2 белая пешка · h2 белая пешка · a1 белая ладья · d1 белый ферзь · f1 белая ладья · g1 белый король | a8 чёрная ладья · c8 чёрный слон · e8 чёрный король · f8 чёрный слон · h8 чёрная ладья · b7 чёрная пешка · g7 чёрная пешка · h7 чёрная пешка · a6 чёрная пешка · d6 чёрная пешка · e6 чёрная пешка · f6 чёрный конь · c4 чёрный ферзь · d4 белый конь · e4 белая пешка · c3 белый конь · e3 белый слон · a2 белая пешка · b2 белая пешка · c2 белая пешка · g2 белая пешка · h2 белая пешка · a1 белая ладья · d1 белый ферзь · f1 белая ладья · g1 белый король | a8 чёрная ладья · c8 чёрный слон · e8 чёрный король · f8 чёрный слон · h8 чёрная ладья · b7 чёрная пешка · g7 чёрная пешка · h7 чёрная пешка · a6 чёрная пешка · d6 чёрная пешка · e6 чёрная пешка · f6 чёрный конь · c4 чёрный ферзь · d4 белый конь · e4 белая пешка · c3 белый конь · e3 белый слон · a2 белая пешка · b2 белая пешка · c2 белая пешка · g2 белая пешка · h2 белая пешка · a1 белая ладья · d1 белый ферзь · f1 белая ладья · g1 белый король | a8 чёрная ладья · c8 чёрный слон · e8 чёрный король · f8 чёрный слон · h8 чёрная ладья · b7 чёрная пешка · g7 чёрная пешка · h7 чёрная пешка · a6 чёрная пешка · d6 чёрная пешка · e6 чёрная пешка · f6 чёрный конь · c4 чёрный ферзь · d4 белый конь · e4 белая пешка · c3 белый конь · e3 белый слон · a2 белая пешка · b2 белая пешка · c2 белая пешка · g2 белая пешка · h2 белая пешка · a1 белая ладья · d1 белый ферзь · f1 белая ладья · g1 белый король | a8 чёрная ладья · c8 чёрный слон · e8 чёрный король · f8 чёрный слон · h8 чёрная ладья · b7 чёрная пешка · g7 чёрная пешка · h7 чёрная пешка · a6 чёрная пешка · d6 чёрная пешка · e6 чёрная пешка · f6 чёрный конь · c4 чёрный ферзь · d4 белый конь · e4 белая пешка · c3 белый конь · e3 белый слон · a2 белая пешка · b2 белая пешка · c2 белая пешка · g2 белая пешка · h2 белая пешка · a1 белая ладья · d1 белый ферзь · f1 белая ладья · g1 белый король | 7 |
| 6 | a8 чёрная ладья · c8 чёрный слон · e8 чёрный король · f8 чёрный слон · h8 чёрная ладья · b7 чёрная пешка · g7 чёрная пешка · h7 чёрная пешка · a6 чёрная пешка · d6 чёрная пешка · e6 чёрная пешка · f6 чёрный конь · c4 чёрный ферзь · d4 белый конь · e4 белая пешка · c3 белый конь · e3 белый слон · a2 белая пешка · b2 белая пешка · c2 белая пешка · g2 белая пешка · h2 белая пешка · a1 белая ладья · d1 белый ферзь · f1 белая ладья · g1 белый король | a8 чёрная ладья · c8 чёрный слон · e8 чёрный король · f8 чёрный слон · h8 чёрная ладья · b7 чёрная пешка · g7 чёрная пешка · h7 чёрная пешка · a6 чёрная пешка · d6 чёрная пешка · e6 чёрная пешка · f6 чёрный конь · c4 чёрный ферзь · d4 белый конь · e4 белая пешка · c3 белый конь · e3 белый слон · a2 белая пешка · b2 белая пешка · c2 белая пешка · g2 белая пешка · h2 белая пешка · a1 белая ладья · d1 белый ферзь · f1 белая ладья · g1 белый король | a8 чёрная ладья · c8 чёрный слон · e8 чёрный король · f8 чёрный слон · h8 чёрная ладья · b7 чёрная пешка · g7 чёрная пешка · h7 чёрная пешка · a6 чёрная пешка · d6 чёрная пешка · e6 чёрная пешка · f6 чёрный конь · c4 чёрный ферзь · d4 белый конь · e4 белая пешка · c3 белый конь · e3 белый слон · a2 белая пешка · b2 белая пешка · c2 белая пешка · g2 белая пешка · h2 белая пешка · a1 белая ладья · d1 белый ферзь · f1 белая ладья · g1 белый король | a8 чёрная ладья · c8 чёрный слон · e8 чёрный король · f8 чёрный слон · h8 чёрная ладья · b7 чёрная пешка · g7 чёрная пешка · h7 чёрная пешка · a6 чёрная пешка · d6 чёрная пешка · e6 чёрная пешка · f6 чёрный конь · c4 чёрный ферзь · d4 белый конь · e4 белая пешка · c3 белый конь · e3 белый слон · a2 белая пешка · b2 белая пешка · c2 белая пешка · g2 белая пешка · h2 белая пешка · a1 белая ладья · d1 белый ферзь · f1 белая ладья · g1 белый король | a8 чёрная ладья · c8 чёрный слон · e8 чёрный король · f8 чёрный слон · h8 чёрная ладья · b7 чёрная пешка · g7 чёрная пешка · h7 чёрная пешка · a6 чёрная пешка · d6 чёрная пешка · e6 чёрная пешка · f6 чёрный конь · c4 чёрный ферзь · d4 белый конь · e4 белая пешка · c3 белый конь · e3 белый слон · a2 белая пешка · b2 белая пешка · c2 белая пешка · g2 белая пешка · h2 белая пешка · a1 белая ладья · d1 белый ферзь · f1 белая ладья · g1 белый король | a8 чёрная ладья · c8 чёрный слон · e8 чёрный король · f8 чёрный слон · h8 чёрная ладья · b7 чёрная пешка · g7 чёрная пешка · h7 чёрная пешка · a6 чёрная пешка · d6 чёрная пешка · e6 чёрная пешка · f6 чёрный конь · c4 чёрный ферзь · d4 белый конь · e4 белая пешка · c3 белый конь · e3 белый слон · a2 белая пешка · b2 белая пешка · c2 белая пешка · g2 белая пешка · h2 белая пешка · a1 белая ладья · d1 белый ферзь · f1 белая ладья · g1 белый король | a8 чёрная ладья · c8 чёрный слон · e8 чёрный король · f8 чёрный слон · h8 чёрная ладья · b7 чёрная пешка · g7 чёрная пешка · h7 чёрная пешка · a6 чёрная пешка · d6 чёрная пешка · e6 чёрная пешка · f6 чёрный конь · c4 чёрный ферзь · d4 белый конь · e4 белая пешка · c3 белый конь · e3 белый слон · a2 белая пешка · b2 белая пешка · c2 белая пешка · g2 белая пешка · h2 белая пешка · a1 белая ладья · d1 белый ферзь · f1 белая ладья · g1 белый король | a8 чёрная ладья · c8 чёрный слон · e8 чёрный король · f8 чёрный слон · h8 чёрная ладья · b7 чёрная пешка · g7 чёрная пешка · h7 чёрная пешка · a6 чёрная пешка · d6 чёрная пешка · e6 чёрная пешка · f6 чёрный конь · c4 чёрный ферзь · d4 белый конь · e4 белая пешка · c3 белый конь · e3 белый слон · a2 белая пешка · b2 белая пешка · c2 белая пешка · g2 белая пешка · h2 белая пешка · a1 белая ладья · d1 белый ферзь · f1 белая ладья · g1 белый король | 6 |
| 5 | a8 чёрная ладья · c8 чёрный слон · e8 чёрный король · f8 чёрный слон · h8 чёрная ладья · b7 чёрная пешка · g7 чёрная пешка · h7 чёрная пешка · a6 чёрная пешка · d6 чёрная пешка · e6 чёрная пешка · f6 чёрный конь · c4 чёрный ферзь · d4 белый конь · e4 белая пешка · c3 белый конь · e3 белый слон · a2 белая пешка · b2 белая пешка · c2 белая пешка · g2 белая пешка · h2 белая пешка · a1 белая ладья · d1 белый ферзь · f1 белая ладья · g1 белый король | a8 чёрная ладья · c8 чёрный слон · e8 чёрный король · f8 чёрный слон · h8 чёрная ладья · b7 чёрная пешка · g7 чёрная пешка · h7 чёрная пешка · a6 чёрная пешка · d6 чёрная пешка · e6 чёрная пешка · f6 чёрный конь · c4 чёрный ферзь · d4 белый конь · e4 белая пешка · c3 белый конь · e3 белый слон · a2 белая пешка · b2 белая пешка · c2 белая пешка · g2 белая пешка · h2 белая пешка · a1 белая ладья · d1 белый ферзь · f1 белая ладья · g1 белый король | a8 чёрная ладья · c8 чёрный слон · e8 чёрный король · f8 чёрный слон · h8 чёрная ладья · b7 чёрная пешка · g7 чёрная пешка · h7 чёрная пешка · a6 чёрная пешка · d6 чёрная пешка · e6 чёрная пешка · f6 чёрный конь · c4 чёрный ферзь · d4 белый конь · e4 белая пешка · c3 белый конь · e3 белый слон · a2 белая пешка · b2 белая пешка · c2 белая пешка · g2 белая пешка · h2 белая пешка · a1 белая ладья · d1 белый ферзь · f1 белая ладья · g1 белый король | a8 чёрная ладья · c8 чёрный слон · e8 чёрный король · f8 чёрный слон · h8 чёрная ладья · b7 чёрная пешка · g7 чёрная пешка · h7 чёрная пешка · a6 чёрная пешка · d6 чёрная пешка · e6 чёрная пешка · f6 чёрный конь · c4 чёрный ферзь · d4 белый конь · e4 белая пешка · c3 белый конь · e3 белый слон · a2 белая пешка · b2 белая пешка · c2 белая пешка · g2 белая пешка · h2 белая пешка · a1 белая ладья · d1 белый ферзь · f1 белая ладья · g1 белый король | a8 чёрная ладья · c8 чёрный слон · e8 чёрный король · f8 чёрный слон · h8 чёрная ладья · b7 чёрная пешка · g7 чёрная пешка · h7 чёрная пешка · a6 чёрная пешка · d6 чёрная пешка · e6 чёрная пешка · f6 чёрный конь · c4 чёрный ферзь · d4 белый конь · e4 белая пешка · c3 белый конь · e3 белый слон · a2 белая пешка · b2 белая пешка · c2 белая пешка · g2 белая пешка · h2 белая пешка · a1 белая ладья · d1 белый ферзь · f1 белая ладья · g1 белый король | a8 чёрная ладья · c8 чёрный слон · e8 чёрный король · f8 чёрный слон · h8 чёрная ладья · b7 чёрная пешка · g7 чёрная пешка · h7 чёрная пешка · a6 чёрная пешка · d6 чёрная пешка · e6 чёрная пешка · f6 чёрный конь · c4 чёрный ферзь · d4 белый конь · e4 белая пешка · c3 белый конь · e3 белый слон · a2 белая пешка · b2 белая пешка · c2 белая пешка · g2 белая пешка · h2 белая пешка · a1 белая ладья · d1 белый ферзь · f1 белая ладья · g1 белый король | a8 чёрная ладья · c8 чёрный слон · e8 чёрный король · f8 чёрный слон · h8 чёрная ладья · b7 чёрная пешка · g7 чёрная пешка · h7 чёрная пешка · a6 чёрная пешка · d6 чёрная пешка · e6 чёрная пешка · f6 чёрный конь · c4 чёрный ферзь · d4 белый конь · e4 белая пешка · c3 белый конь · e3 белый слон · a2 белая пешка · b2 белая пешка · c2 белая пешка · g2 белая пешка · h2 белая пешка · a1 белая ладья · d1 белый ферзь · f1 белая ладья · g1 белый король | a8 чёрная ладья · c8 чёрный слон · e8 чёрный король · f8 чёрный слон · h8 чёрная ладья · b7 чёрная пешка · g7 чёрная пешка · h7 чёрная пешка · a6 чёрная пешка · d6 чёрная пешка · e6 чёрная пешка · f6 чёрный конь · c4 чёрный ферзь · d4 белый конь · e4 белая пешка · c3 белый конь · e3 белый слон · a2 белая пешка · b2 белая пешка · c2 белая пешка · g2 белая пешка · h2 белая пешка · a1 белая ладья · d1 белый ферзь · f1 белая ладья · g1 белый король | 5 |
| 4 | a8 чёрная ладья · c8 чёрный слон · e8 чёрный король · f8 чёрный слон · h8 чёрная ладья · b7 чёрная пешка · g7 чёрная пешка · h7 чёрная пешка · a6 чёрная пешка · d6 чёрная пешка · e6 чёрная пешка · f6 чёрный конь · c4 чёрный ферзь · d4 белый конь · e4 белая пешка · c3 белый конь · e3 белый слон · a2 белая пешка · b2 белая пешка · c2 белая пешка · g2 белая пешка · h2 белая пешка · a1 белая ладья · d1 белый ферзь · f1 белая ладья · g1 белый король | a8 чёрная ладья · c8 чёрный слон · e8 чёрный король · f8 чёрный слон · h8 чёрная ладья · b7 чёрная пешка · g7 чёрная пешка · h7 чёрная пешка · a6 чёрная пешка · d6 чёрная пешка · e6 чёрная пешка · f6 чёрный конь · c4 чёрный ферзь · d4 белый конь · e4 белая пешка · c3 белый конь · e3 белый слон · a2 белая пешка · b2 белая пешка · c2 белая пешка · g2 белая пешка · h2 белая пешка · a1 белая ладья · d1 белый ферзь · f1 белая ладья · g1 белый король | a8 чёрная ладья · c8 чёрный слон · e8 чёрный король · f8 чёрный слон · h8 чёрная ладья · b7 чёрная пешка · g7 чёрная пешка · h7 чёрная пешка · a6 чёрная пешка · d6 чёрная пешка · e6 чёрная пешка · f6 чёрный конь · c4 чёрный ферзь · d4 белый конь · e4 белая пешка · c3 белый конь · e3 белый слон · a2 белая пешка · b2 белая пешка · c2 белая пешка · g2 белая пешка · h2 белая пешка · a1 белая ладья · d1 белый ферзь · f1 белая ладья · g1 белый король | a8 чёрная ладья · c8 чёрный слон · e8 чёрный король · f8 чёрный слон · h8 чёрная ладья · b7 чёрная пешка · g7 чёрная пешка · h7 чёрная пешка · a6 чёрная пешка · d6 чёрная пешка · e6 чёрная пешка · f6 чёрный конь · c4 чёрный ферзь · d4 белый конь · e4 белая пешка · c3 белый конь · e3 белый слон · a2 белая пешка · b2 белая пешка · c2 белая пешка · g2 белая пешка · h2 белая пешка · a1 белая ладья · d1 белый ферзь · f1 белая ладья · g1 белый король | a8 чёрная ладья · c8 чёрный слон · e8 чёрный король · f8 чёрный слон · h8 чёрная ладья · b7 чёрная пешка · g7 чёрная пешка · h7 чёрная пешка · a6 чёрная пешка · d6 чёрная пешка · e6 чёрная пешка · f6 чёрный конь · c4 чёрный ферзь · d4 белый конь · e4 белая пешка · c3 белый конь · e3 белый слон · a2 белая пешка · b2 белая пешка · c2 белая пешка · g2 белая пешка · h2 белая пешка · a1 белая ладья · d1 белый ферзь · f1 белая ладья · g1 белый король | a8 чёрная ладья · c8 чёрный слон · e8 чёрный король · f8 чёрный слон · h8 чёрная ладья · b7 чёрная пешка · g7 чёрная пешка · h7 чёрная пешка · a6 чёрная пешка · d6 чёрная пешка · e6 чёрная пешка · f6 чёрный конь · c4 чёрный ферзь · d4 белый конь · e4 белая пешка · c3 белый конь · e3 белый слон · a2 белая пешка · b2 белая пешка · c2 белая пешка · g2 белая пешка · h2 белая пешка · a1 белая ладья · d1 белый ферзь · f1 белая ладья · g1 белый король | a8 чёрная ладья · c8 чёрный слон · e8 чёрный король · f8 чёрный слон · h8 чёрная ладья · b7 чёрная пешка · g7 чёрная пешка · h7 чёрная пешка · a6 чёрная пешка · d6 чёрная пешка · e6 чёрная пешка · f6 чёрный конь · c4 чёрный ферзь · d4 белый конь · e4 белая пешка · c3 белый конь · e3 белый слон · a2 белая пешка · b2 белая пешка · c2 белая пешка · g2 белая пешка · h2 белая пешка · a1 белая ладья · d1 белый ферзь · f1 белая ладья · g1 белый король | a8 чёрная ладья · c8 чёрный слон · e8 чёрный король · f8 чёрный слон · h8 чёрная ладья · b7 чёрная пешка · g7 чёрная пешка · h7 чёрная пешка · a6 чёрная пешка · d6 чёрная пешка · e6 чёрная пешка · f6 чёрный конь · c4 чёрный ферзь · d4 белый конь · e4 белая пешка · c3 белый конь · e3 белый слон · a2 белая пешка · b2 белая пешка · c2 белая пешка · g2 белая пешка · h2 белая пешка · a1 белая ладья · d1 белый ферзь · f1 белая ладья · g1 белый король | 4 |
| 3 | a8 чёрная ладья · c8 чёрный слон · e8 чёрный король · f8 чёрный слон · h8 чёрная ладья · b7 чёрная пешка · g7 чёрная пешка · h7 чёрная пешка · a6 чёрная пешка · d6 чёрная пешка · e6 чёрная пешка · f6 чёрный конь · c4 чёрный ферзь · d4 белый конь · e4 белая пешка · c3 белый конь · e3 белый слон · a2 белая пешка · b2 белая пешка · c2 белая пешка · g2 белая пешка · h2 белая пешка · a1 белая ладья · d1 белый ферзь · f1 белая ладья · g1 белый король | a8 чёрная ладья · c8 чёрный слон · e8 чёрный король · f8 чёрный слон · h8 чёрная ладья · b7 чёрная пешка · g7 чёрная пешка · h7 чёрная пешка · a6 чёрная пешка · d6 чёрная пешка · e6 чёрная пешка · f6 чёрный конь · c4 чёрный ферзь · d4 белый конь · e4 белая пешка · c3 белый конь · e3 белый слон · a2 белая пешка · b2 белая пешка · c2 белая пешка · g2 белая пешка · h2 белая пешка · a1 белая ладья · d1 белый ферзь · f1 белая ладья · g1 белый король | a8 чёрная ладья · c8 чёрный слон · e8 чёрный король · f8 чёрный слон · h8 чёрная ладья · b7 чёрная пешка · g7 чёрная пешка · h7 чёрная пешка · a6 чёрная пешка · d6 чёрная пешка · e6 чёрная пешка · f6 чёрный конь · c4 чёрный ферзь · d4 белый конь · e4 белая пешка · c3 белый конь · e3 белый слон · a2 белая пешка · b2 белая пешка · c2 белая пешка · g2 белая пешка · h2 белая пешка · a1 белая ладья · d1 белый ферзь · f1 белая ладья · g1 белый король | a8 чёрная ладья · c8 чёрный слон · e8 чёрный король · f8 чёрный слон · h8 чёрная ладья · b7 чёрная пешка · g7 чёрная пешка · h7 чёрная пешка · a6 чёрная пешка · d6 чёрная пешка · e6 чёрная пешка · f6 чёрный конь · c4 чёрный ферзь · d4 белый конь · e4 белая пешка · c3 белый конь · e3 белый слон · a2 белая пешка · b2 белая пешка · c2 белая пешка · g2 белая пешка · h2 белая пешка · a1 белая ладья · d1 белый ферзь · f1 белая ладья · g1 белый король | a8 чёрная ладья · c8 чёрный слон · e8 чёрный король · f8 чёрный слон · h8 чёрная ладья · b7 чёрная пешка · g7 чёрная пешка · h7 чёрная пешка · a6 чёрная пешка · d6 чёрная пешка · e6 чёрная пешка · f6 чёрный конь · c4 чёрный ферзь · d4 белый конь · e4 белая пешка · c3 белый конь · e3 белый слон · a2 белая пешка · b2 белая пешка · c2 белая пешка · g2 белая пешка · h2 белая пешка · a1 белая ладья · d1 белый ферзь · f1 белая ладья · g1 белый король | a8 чёрная ладья · c8 чёрный слон · e8 чёрный король · f8 чёрный слон · h8 чёрная ладья · b7 чёрная пешка · g7 чёрная пешка · h7 чёрная пешка · a6 чёрная пешка · d6 чёрная пешка · e6 чёрная пешка · f6 чёрный конь · c4 чёрный ферзь · d4 белый конь · e4 белая пешка · c3 белый конь · e3 белый слон · a2 белая пешка · b2 белая пешка · c2 белая пешка · g2 белая пешка · h2 белая пешка · a1 белая ладья · d1 белый ферзь · f1 белая ладья · g1 белый король | a8 чёрная ладья · c8 чёрный слон · e8 чёрный король · f8 чёрный слон · h8 чёрная ладья · b7 чёрная пешка · g7 чёрная пешка · h7 чёрная пешка · a6 чёрная пешка · d6 чёрная пешка · e6 чёрная пешка · f6 чёрный конь · c4 чёрный ферзь · d4 белый конь · e4 белая пешка · c3 белый конь · e3 белый слон · a2 белая пешка · b2 белая пешка · c2 белая пешка · g2 белая пешка · h2 белая пешка · a1 белая ладья · d1 белый ферзь · f1 белая ладья · g1 белый король | a8 чёрная ладья · c8 чёрный слон · e8 чёрный король · f8 чёрный слон · h8 чёрная ладья · b7 чёрная пешка · g7 чёрная пешка · h7 чёрная пешка · a6 чёрная пешка · d6 чёрная пешка · e6 чёрная пешка · f6 чёрный конь · c4 чёрный ферзь · d4 белый конь · e4 белая пешка · c3 белый конь · e3 белый слон · a2 белая пешка · b2 белая пешка · c2 белая пешка · g2 белая пешка · h2 белая пешка · a1 белая ладья · d1 белый ферзь · f1 белая ладья · g1 белый король | 3 |
| 2 | a8 чёрная ладья · c8 чёрный слон · e8 чёрный король · f8 чёрный слон · h8 чёрная ладья · b7 чёрная пешка · g7 чёрная пешка · h7 чёрная пешка · a6 чёрная пешка · d6 чёрная пешка · e6 чёрная пешка · f6 чёрный конь · c4 чёрный ферзь · d4 белый конь · e4 белая пешка · c3 белый конь · e3 белый слон · a2 белая пешка · b2 белая пешка · c2 белая пешка · g2 белая пешка · h2 белая пешка · a1 белая ладья · d1 белый ферзь · f1 белая ладья · g1 белый король | a8 чёрная ладья · c8 чёрный слон · e8 чёрный король · f8 чёрный слон · h8 чёрная ладья · b7 чёрная пешка · g7 чёрная пешка · h7 чёрная пешка · a6 чёрная пешка · d6 чёрная пешка · e6 чёрная пешка · f6 чёрный конь · c4 чёрный ферзь · d4 белый конь · e4 белая пешка · c3 белый конь · e3 белый слон · a2 белая пешка · b2 белая пешка · c2 белая пешка · g2 белая пешка · h2 белая пешка · a1 белая ладья · d1 белый ферзь · f1 белая ладья · g1 белый король | a8 чёрная ладья · c8 чёрный слон · e8 чёрный король · f8 чёрный слон · h8 чёрная ладья · b7 чёрная пешка · g7 чёрная пешка · h7 чёрная пешка · a6 чёрная пешка · d6 чёрная пешка · e6 чёрная пешка · f6 чёрный конь · c4 чёрный ферзь · d4 белый конь · e4 белая пешка · c3 белый конь · e3 белый слон · a2 белая пешка · b2 белая пешка · c2 белая пешка · g2 белая пешка · h2 белая пешка · a1 белая ладья · d1 белый ферзь · f1 белая ладья · g1 белый король | a8 чёрная ладья · c8 чёрный слон · e8 чёрный король · f8 чёрный слон · h8 чёрная ладья · b7 чёрная пешка · g7 чёрная пешка · h7 чёрная пешка · a6 чёрная пешка · d6 чёрная пешка · e6 чёрная пешка · f6 чёрный конь · c4 чёрный ферзь · d4 белый конь · e4 белая пешка · c3 белый конь · e3 белый слон · a2 белая пешка · b2 белая пешка · c2 белая пешка · g2 белая пешка · h2 белая пешка · a1 белая ладья · d1 белый ферзь · f1 белая ладья · g1 белый король | a8 чёрная ладья · c8 чёрный слон · e8 чёрный король · f8 чёрный слон · h8 чёрная ладья · b7 чёрная пешка · g7 чёрная пешка · h7 чёрная пешка · a6 чёрная пешка · d6 чёрная пешка · e6 чёрная пешка · f6 чёрный конь · c4 чёрный ферзь · d4 белый конь · e4 белая пешка · c3 белый конь · e3 белый слон · a2 белая пешка · b2 белая пешка · c2 белая пешка · g2 белая пешка · h2 белая пешка · a1 белая ладья · d1 белый ферзь · f1 белая ладья · g1 белый король | a8 чёрная ладья · c8 чёрный слон · e8 чёрный король · f8 чёрный слон · h8 чёрная ладья · b7 чёрная пешка · g7 чёрная пешка · h7 чёрная пешка · a6 чёрная пешка · d6 чёрная пешка · e6 чёрная пешка · f6 чёрный конь · c4 чёрный ферзь · d4 белый конь · e4 белая пешка · c3 белый конь · e3 белый слон · a2 белая пешка · b2 белая пешка · c2 белая пешка · g2 белая пешка · h2 белая пешка · a1 белая ладья · d1 белый ферзь · f1 белая ладья · g1 белый король | a8 чёрная ладья · c8 чёрный слон · e8 чёрный король · f8 чёрный слон · h8 чёрная ладья · b7 чёрная пешка · g7 чёрная пешка · h7 чёрная пешка · a6 чёрная пешка · d6 чёрная пешка · e6 чёрная пешка · f6 чёрный конь · c4 чёрный ферзь · d4 белый конь · e4 белая пешка · c3 белый конь · e3 белый слон · a2 белая пешка · b2 белая пешка · c2 белая пешка · g2 белая пешка · h2 белая пешка · a1 белая ладья · d1 белый ферзь · f1 белая ладья · g1 белый король | a8 чёрная ладья · c8 чёрный слон · e8 чёрный король · f8 чёрный слон · h8 чёрная ладья · b7 чёрная пешка · g7 чёрная пешка · h7 чёрная пешка · a6 чёрная пешка · d6 чёрная пешка · e6 чёрная пешка · f6 чёрный конь · c4 чёрный ферзь · d4 белый конь · e4 белая пешка · c3 белый конь · e3 белый слон · a2 белая пешка · b2 белая пешка · c2 белая пешка · g2 белая пешка · h2 белая пешка · a1 белая ладья · d1 белый ферзь · f1 белая ладья · g1 белый король | 2 |
| 1 | a8 чёрная ладья · c8 чёрный слон · e8 чёрный король · f8 чёрный слон · h8 чёрная ладья · b7 чёрная пешка · g7 чёрная пешка · h7 чёрная пешка · a6 чёрная пешка · d6 чёрная пешка · e6 чёрная пешка · f6 чёрный конь · c4 чёрный ферзь · d4 белый конь · e4 белая пешка · c3 белый конь · e3 белый слон · a2 белая пешка · b2 белая пешка · c2 белая пешка · g2 белая пешка · h2 белая пешка · a1 белая ладья · d1 белый ферзь · f1 белая ладья · g1 белый король | a8 чёрная ладья · c8 чёрный слон · e8 чёрный король · f8 чёрный слон · h8 чёрная ладья · b7 чёрная пешка · g7 чёрная пешка · h7 чёрная пешка · a6 чёрная пешка · d6 чёрная пешка · e6 чёрная пешка · f6 чёрный конь · c4 чёрный ферзь · d4 белый конь · e4 белая пешка · c3 белый конь · e3 белый слон · a2 белая пешка · b2 белая пешка · c2 белая пешка · g2 белая пешка · h2 белая пешка · a1 белая ладья · d1 белый ферзь · f1 белая ладья · g1 белый король | a8 чёрная ладья · c8 чёрный слон · e8 чёрный король · f8 чёрный слон · h8 чёрная ладья · b7 чёрная пешка · g7 чёрная пешка · h7 чёрная пешка · a6 чёрная пешка · d6 чёрная пешка · e6 чёрная пешка · f6 чёрный конь · c4 чёрный ферзь · d4 белый конь · e4 белая пешка · c3 белый конь · e3 белый слон · a2 белая пешка · b2 белая пешка · c2 белая пешка · g2 белая пешка · h2 белая пешка · a1 белая ладья · d1 белый ферзь · f1 белая ладья · g1 белый король | a8 чёрная ладья · c8 чёрный слон · e8 чёрный король · f8 чёрный слон · h8 чёрная ладья · b7 чёрная пешка · g7 чёрная пешка · h7 чёрная пешка · a6 чёрная пешка · d6 чёрная пешка · e6 чёрная пешка · f6 чёрный конь · c4 чёрный ферзь · d4 белый конь · e4 белая пешка · c3 белый конь · e3 белый слон · a2 белая пешка · b2 белая пешка · c2 белая пешка · g2 белая пешка · h2 белая пешка · a1 белая ладья · d1 белый ферзь · f1 белая ладья · g1 белый король | a8 чёрная ладья · c8 чёрный слон · e8 чёрный король · f8 чёрный слон · h8 чёрная ладья · b7 чёрная пешка · g7 чёрная пешка · h7 чёрная пешка · a6 чёрная пешка · d6 чёрная пешка · e6 чёрная пешка · f6 чёрный конь · c4 чёрный ферзь · d4 белый конь · e4 белая пешка · c3 белый конь · e3 белый слон · a2 белая пешка · b2 белая пешка · c2 белая пешка · g2 белая пешка · h2 белая пешка · a1 белая ладья · d1 белый ферзь · f1 белая ладья · g1 белый король | a8 чёрная ладья · c8 чёрный слон · e8 чёрный король · f8 чёрный слон · h8 чёрная ладья · b7 чёрная пешка · g7 чёрная пешка · h7 чёрная пешка · a6 чёрная пешка · d6 чёрная пешка · e6 чёрная пешка · f6 чёрный конь · c4 чёрный ферзь · d4 белый конь · e4 белая пешка · c3 белый конь · e3 белый слон · a2 белая пешка · b2 белая пешка · c2 белая пешка · g2 белая пешка · h2 белая пешка · a1 белая ладья · d1 белый ферзь · f1 белая ладья · g1 белый король | a8 чёрная ладья · c8 чёрный слон · e8 чёрный король · f8 чёрный слон · h8 чёрная ладья · b7 чёрная пешка · g7 чёрная пешка · h7 чёрная пешка · a6 чёрная пешка · d6 чёрная пешка · e6 чёрная пешка · f6 чёрный конь · c4 чёрный ферзь · d4 белый конь · e4 белая пешка · c3 белый конь · e3 белый слон · a2 белая пешка · b2 белая пешка · c2 белая пешка · g2 белая пешка · h2 белая пешка · a1 белая ладья · d1 белый ферзь · f1 белая ладья · g1 белый король | a8 чёрная ладья · c8 чёрный слон · e8 чёрный король · f8 чёрный слон · h8 чёрная ладья · b7 чёрная пешка · g7 чёрная пешка · h7 чёрная пешка · a6 чёрная пешка · d6 чёрная пешка · e6 чёрная пешка · f6 чёрный конь · c4 чёрный ферзь · d4 белый конь · e4 белая пешка · c3 белый конь · e3 белый слон · a2 белая пешка · b2 белая пешка · c2 белая пешка · g2 белая пешка · h2 белая пешка · a1 белая ладья · d1 белый ферзь · f1 белая ладья · g1 белый король | 1 |
|   | a | b | c | d | e | f | g | h |   |

1. e4 c5 2. Кf3 Кc6 3. d4 cd 4. К:d4 Кf6 5. Кc3 d6 6. Сe2 e6 7. 0-0 a6 8. Сe3 Фc7 9. f4 Кa5 10. f5 Кc4 11. С:c4 Ф:c4 12. fe fe (см. диаграмму)
13. Л:f6! gf 14. Фh5+ Крd8 15. Фf7 Сd7 16. Ф:f6+ Крc7 17. Ф:h8 Сh6 18. К:e6+ Ф:e6 19. Ф:a8 Сe3+ 20. Крh1, 1 : 0

## Таблица турнира
| №  | Участник            | Страна       | 1 | 2 | 3 | 4 | 5 | 6 | 7 | 8 | 9 | 10 | 11 | 12 | 13 | 14 | 15 | 16 | 17 | 18 | 19 | 20 |  | + | −  | =  | Очки | Место |
| -- | ------------------- | ------------ | - | - | - | - | - | - | - | - | - | -- | -- | -- | -- | -- | -- | -- | -- | -- | -- | -- |  | - | -- | -- | ---- | ----- |
| 1  | Ботвинник, Михаил   | СССР         |   | ½ | ½ | ½ | 1 | 0 | 1 | ½ | 1 | 1  | ½  | 1  | ½  | 1  | ½  | 0  | 1  | ½  | 1  | 1  |  | 9 | 2  | 8  | 13   | 1-2   |
| 2  | Флор, Саломон       | Чехословакия | ½ |   | ½ | ½ | ½ | ½ | ½ | ½ | ½ | 1  | ½  | 1  | 1  | ½  | 1  | 1  | 1  | 1  | ½  | ½  |  | 7 | 0  | 12 | 13   | 1-2   |
| 3  | Ласкер, Эмануил     | Англия       | ½ | ½ |   | 1 | ½ | 1 | ½ | ½ | ½ | ½  | ½  | 1  | ½  | ½  | ½  | ½  | ½  | 1  | 1  | 1  |  | 6 | 0  | 13 | 12½  | 3     |
| 4  | Капабланка, Хосе    | Куба         | ½ | ½ | 0 |   | ½ | 1 | 1 | ½ | 1 | ½  | 1  | ½  | ½  | 0  | 1  | ½  | ½  | ½  | 1  | 1  |  | 7 | 2  | 10 | 12   | 4     |
| 5  | Шпильман, Рудольф   | Австрия      | 0 | ½ | ½ | ½ |   | ½ | ½ | ½ | 0 | 1  | 1  | ½  | 0  | ½  | ½  | ½  | 1  | 1  | 1  | 1  |  | 6 | 3  | 10 | 11   | 5     |
| 6  | Кан, Илья           | СССР         | 1 | ½ | 0 | 0 | ½ |   | ½ | 0 | 1 | 0  | ½  | ½  | 1  | 1  | 0  | 1  | 1  | ½  | ½  | 1  |  | 7 | 5  | 7  | 10½  | 6-7   |
| 7  | Левенфиш, Григорий  | СССР         | 0 | ½ | ½ | 0 | ½ | ½ |   | ½ | ½ | ½  | 1  | ½  | 0  | 1  | 1  | 1  | 1  | ½  | 0  | 1  |  | 6 | 4  | 9  | 10½  | 6-7   |
| 8  | Лилиенталь, Андрэ   | Венгрия      | ½ | ½ | ½ | ½ | ½ | 1 | ½ |   | 0 | ½  | ½  | ½  | 0  | 1  | ½  | ½  | 0  | 1  | 1  | ½  |  | 4 | 3  | 12 | 10   | 8-10  |
| 9  | Рагозин, Вячеслав   | СССР         | 0 | ½ | ½ | 0 | 1 | 0 | ½ | 1 |   | 0  | 0  | ½  | ½  | 1  | ½  | ½  | 1  | 1  | ½  | 1  |  | 6 | 5  | 8  | 10   | 8-10  |
| 10 | Романовский, Пётр   | СССР         | 0 | 0 | ½ | ½ | 0 | 1 | ½ | ½ | 1 |    | ½  | ½  | 1  | 0  | ½  | ½  | 1  | 0  | 1  | 1  |  | 6 | 5  | 8  | 10   | 8-10  |
| 11 | Алаторцев, Владимир | СССР         | ½ | ½ | ½ | 0 | 0 | ½ | 0 | ½ | 1 | ½  |    | 0  | 0  | 1  | 1  | ½  | ½  | ½  | 1  | 1  |  | 5 | 5  | 9  | 9½   | 11-14 |
| 12 | Гоглидзе, Виктор    | СССР         | 0 | 0 | 0 | ½ | ½ | ½ | ½ | ½ | ½ | ½  | 1  |    | ½  | ½  | ½  | ½  | 0  | 1  | 1  | 1  |  | 4 | 4  | 11 | 9½   | 11-14 |
| 13 | Рабинович, Илья     | СССР         | ½ | 0 | ½ | ½ | 1 | 0 | 1 | 1 | ½ | 0  | 1  | ½  |    | 0  | 0  | ½  | 0  | ½  | 1  | 1  |  | 6 | 6  | 7  | 9½   | 11-14 |
| 14 | Рюмин, Николай      | СССР         | 0 | ½ | ½ | 1 | ½ | 0 | 0 | 0 | 0 | 1  | 0  | ½  | 1  |    | 0  | 1  | 1  | 1  | ½  | 1  |  | 7 | 7  | 5  | 9½   | 11-14 |
| 15 | Лисицын, Георгий    | СССР         | ½ | 0 | ½ | 0 | ½ | 1 | 0 | ½ | ½ | ½  | 0  | ½  | 1  | 1  |    | 0  | ½  | ½  | ½  | 1  |  | 4 | 5  | 10 | 9    | 15    |
| 16 | Богатырчук, Фёдор   | СССР         | 1 | 0 | ½ | ½ | ½ | 0 | 0 | ½ | ½ | ½  | ½  | ½  | ½  | 0  | 1  |    | ½  | ½  | 0  | ½  |  | 2 | 5  | 12 | 8    | 16-17 |
| 17 | Штальберг, Гидеон   | Швеция       | 0 | 0 | ½ | ½ | 0 | 0 | 0 | 1 | 0 | 0  | ½  | 1  | 1  | 0  | ½  | ½  |    | ½  | 1  | 1  |  | 5 | 8  | 6  | 8    | 16-17 |
| 18 | Пирц, Вася          | Югославия    | ½ | 0 | 0 | ½ | 0 | ½ | ½ | 0 | 0 | 1  | ½  | 0  | ½  | 0  | ½  | ½  | ½  |    | 1  | 1  |  | 3 | 7  | 9  | 7½   | 18    |
| 19 | Чеховер, Виталий    | СССР         | 0 | ½ | 0 | 0 | 0 | ½ | 1 | 0 | ½ | 0  | 0  | 0  | 0  | ½  | ½  | 1  | 0  | 0  |    | 1  |  | 3 | 11 | 5  | 5½   | 19    |
| 20 | Менчик, Вера        | Англия       | 0 | ½ | 0 | 0 | 0 | 0 | ½ | 0 | 0 | 0  | 0  | 0  | 0  | 0  | 0  | ½  | 0  | 0  | 0  |    |  | 0 | 16 | 3  | 1½   | 20    |